# Samuel D. Sturgis
Samuel Davis Sturgis (11 juni 1822 – 28 september 1889) was een Amerikaanse beroepsofficier die diende tijdens Mexicaans-Amerikaanse Oorlog, Amerikaanse Burgeroorlog en in de Amerikaans-indiaanse oorlogen.

## Vroege jaren
Sturgis werd geboren in Shippenburg, Pennsylvania. Zijn ouders waern James Sturgis en Mary (Brandenburg) Sturgis. Toen hij twintig was, begon hij aan zijn opleiding aan de United States Military Academy. In 1846 studeerde hij af als gebrevetteerd tweede luitenant in de 2nd U.S. Dragoons. Zijn studiegenoten waren onder andere John Gibbon, George B. McClellan, Jesse Reno,  George Stoneman, Ambrose Powell Hill, Thomas Jackson en George Pickett.
Tijdens de Mexicaans-Amerikaanse Oorlog diende hij bij de 1st U.S. Dragoons. Op verkenning rond Buena Vista werd hij krijgsgevangen genomen en acht dagen opgesloten. Na de oorlog diende hij in het westen waar hij steeg in de rangen van eerste luitenant naar kapitein. Tijdens die periode werd Sturgis kort naar West Ely, Missouri gestuurd. Daar ontmoette hij Jerusha Wilcox. Ze huwden in 1851 en zouden samen vier kinderen krijgen.

## De Amerikaanse burgeroorlog
Toen de oorlog uitbrak diende Sturgis bij de 1st U.S. Cavalry. In augustus 1861 werd hij na de Slag bij Wilson's Creek bevorderd tot majoor. Na de dood van brigadegeneraal Nathaniel Lyon tijdens die slag kreeg hij het bevel over diens troepen. In maart 1862 werd hij benoemd tot brigadegeneraal bij de vrijwilligers met ingang van 10 augustus 1861, de dag van de slag.
Na garnizoensdienst in Washington D.C. kreeg hij het bevel om zich bij John Popes Army of Virginia te melden. Hij probeerde via generaal Herman Haupt prioriteit te krijgen om zijn troepen via het spoor naar Pope te krijgen. Hij moest echter zijn beurt afwachten omdat andere eenheden en voorraden eerst moesten verstuurd worden. Sturgis voerde de 2nd Division van het IX Corps aan tijdens South Mountain, Antietam en  Fredericksburg.
Samen met het IX Corps werd hij in 1863 naar het westelijke front gestuurd. Later kreeg hij enkele kleinere commando’s in Tennessee en Mississippi. Hij diende ook als bevelhebber van de cavalerie in het Departement of the Ohio. In juni 1864 werd hij door de Zuidelijke generaal Nathan Bedford Forrest tijdens de Slag bij Brice's Crossroads in Mississippi verslagen. Dit was het einde van zijn betrokkenheid tijdens de Amerikaanse Burgeroorlog.

## Latere jaren
Sturgis was een gebrevetterd brigadegeneraal (na South Mountain) en een generaal-majoor (na Fredericksbrug) in het reguliere leger. In augustus 1865 werd hij buiten dienst gesteld in het vrijwilligersleger. Hij viel terug op zijn rang van luitenant-kolonel bij het 6th U.S. Cavalry. Op 6 mei 1869 werd hij tot kolonel benoemd. Hij kreeg het bevel over de 7th U.S. Cavalry. Zijn rechterhand was George Armstrong Custer.
Sturgis was naar Saint Louis, Missouri gedetacheerd toen delen van de 7th Cavalry bij Slag bij de Little Bighorn vernietigd werden. (Een van zijn zonen, luitenant James G. Sturgis sneuvelde tijdens die slag.) Samuel Sturgis nam persoonlijk het bevel op zich van het regiment en voerde het aan tijdens de Nez Perce Oorlog in 1877. Sturgis kon ze evenwel niet tegenhouden toen de Indianen naar Canada vluchtten. Hij kon ze echter wel inhalen. Hoewel de Indianen ver in de minderheid waren, slaagden ze er toch in om Sturgiss greep te ontsnappen na de Slag bij Canyon Creek.
Sturgis ging in 1886 met pensioen. Hij overleed in Saint Paul Minnesota en werd bijgezet in Arlington National Cemetery. Zijn zoon, Samuel D. Sturgis, Jr. werd divisiecommandant in de American Expeditionary Forces tijdens de Eerste Wereldoorlog. Zijn kleinzoon, Samuel D. Sturgis, Jr. werd ook een generaal en diende als hoofd van de genie tussen 1953 en 1956.